# باشگاه فوتبال آراگاتس
باشگاه فوتبال آراگاتس (به ارمنی: Ֆուտբոլային Ակումբ Շիրակ Գյումրի) یک باشگاه فوتبال در شهر گیومری و در کشور ارمنستان بود که در لیگ برتر فوتبال ارمنستان بازی می‌کرد. این باشگاه در سال ۱۹۶۷ (میلادی) میلادی با عنوان باشگاه فوتبال شیراک لنیناکان تأسیس شد و در سال ۲۰۰۲ به خاطر مشکلات مالی منحل شد.

## تاریخچه باشگاه
- ۱۹۶۷ – باشگاه فوتبال شیراک لنیناکان
- ۱۹۷۳ – باشگاه فوتبال آراگاتس لنیناکان
- ۱۹۹۱ – باشگاه فوتبال آراگاتس کومایری
- ۱۹۹۲ – باشگاه فوتبال آراگاتس گیومری
- ۱۹۹۷ – باشگاه فوتبال آراگاتس شیراک-۲ گیومری
- ۱۹۹۹ – باشگاه فوتبال گیومری
- ۲۰۰۱ – باشگاه فوتبال آراگاتس گیومری

## آمار لیگ
| ارمنستان (۱۹۹۲ – ۲۰۰۱)                          |                       |     |      |     |       |      |        |          |     |        |      |
| فصل                                             | دسته                  | سطح | بازی | برد | تساوی | باخت | گل زده | گل خورده | +/- | امتیاز | مکان |
| ۱۹۹۲                                            | لیگ دسته اول          | ۲   | ۱۰   | ۸   | ۰     | ۲    | ۱۵     | ۵        | +۱۰ | ۱۶     | ۲.   |
| ۱۹۹۳                                            | لیگ دسته اول - گروه B | ۲   | ۲۰   | ۱۰  | ۳     | ۷    | ۴۰     | ۲۷       | +۱۳ | ۲۳     | ۵.   |
| ۱۹۹۴                                            | لیگ دسته اول          | ۲   | ۱۸   | ۱۵  | ۱     | ۲    | ۶۹     | ۱۹       | +۵۰ | ۳۱     | ۱.   |
| ۹۶–۱۹۹۵                                         | لیگ برتر              | ۱   | ۲۲   | ۴   | ۳     | ۱۵   | ۳۵     | ۸۹       | -۵۴ | ۱۵     | ۱۱.  |
| این باشگاه از سال ۱۹۹۶ تا سال ۱۹۹۷ غیرفعال بود. |                       |     |      |     |       |      |        |          |     |        |      |
| ۱۹۹۷                                            | لیگ دسته اول          | ۲   | ۱۶   | ۱۳  | ۲     | ۱    | ۴۶     | ۱۷       | +۲۹ | ۴۱     | ۱.   |
| ۱۹۹۸                                            | لیگ برتر              | ۱   | ۲۰   | ۰   | ۱     | ۱۹   | ۱۰     | ۶۸       | -۵۸ | ۱      | ۹.   |
| ۱۹۹۹                                            | لیگ برتر              | ۱   | ۳۲   | ۲   | ۲     | ۲۸   | ۲۳     | ۱۲۰      | -۹۷ | ۸      | ۹.   |
| ۲۰۰۰                                            | لیگ دسته اول          | ۲   | ۱۶   | ۱   | ۱     | ۱۴   | ۱۱     | ۵۸       | -۴۷ | ۴      | ۹.   |
| ۲۰۰۱                                            | لیگ دسته اول          | ۲   | ۱۲   | ۲   | ۲     | ۸    | ۸      | ۲۱       | -۱۳ | ۸      | ۴.   |